# الأبرشية الأنطاكية الأرثوذكسية في أمريكا الشمالية

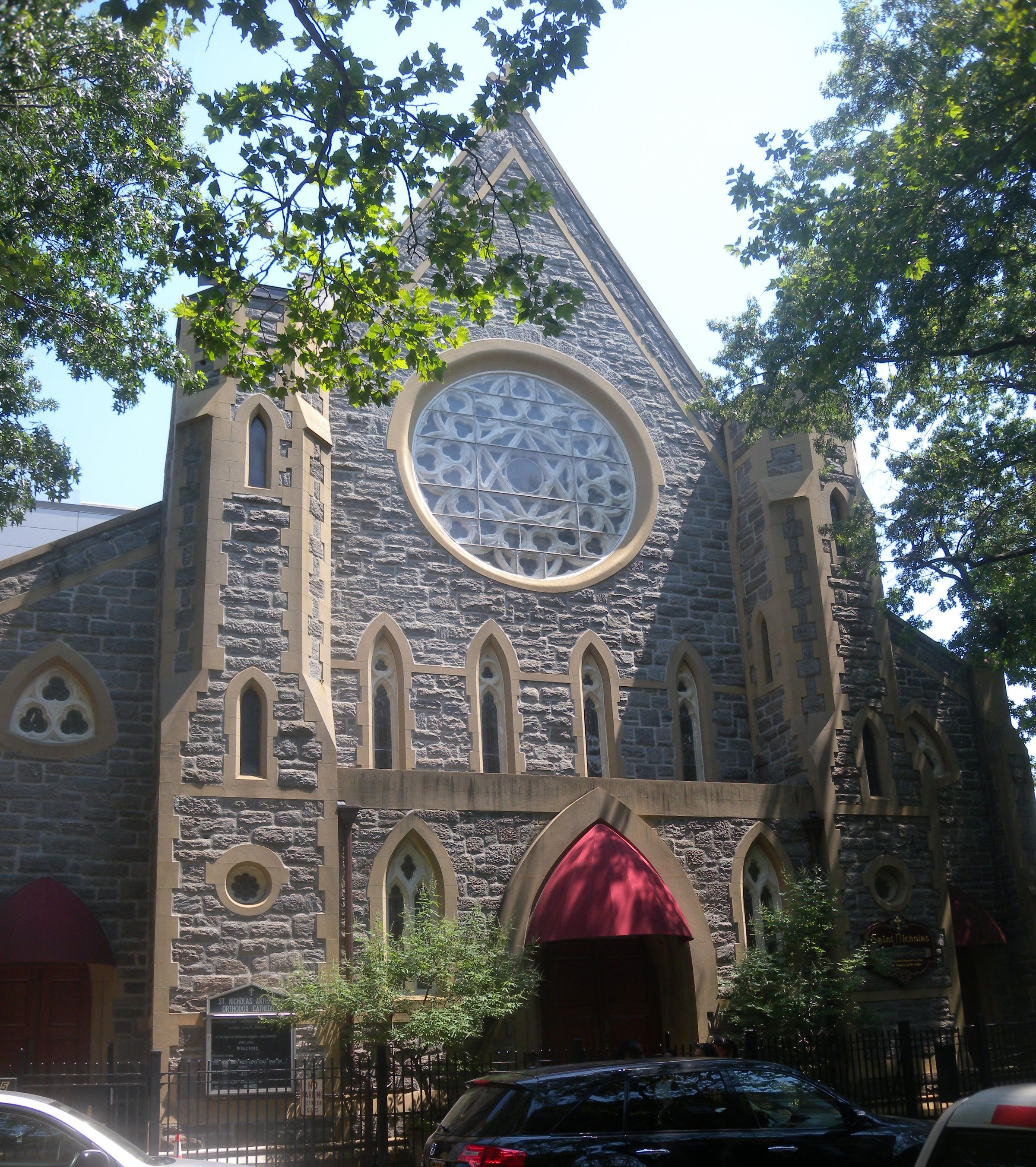
كاتدرائية القديس نيقولاوس الأنطاكية للروم الأرثوذكس، نيويورك.

أبرشية نيويورك وسائر أمريكا الشمالية للروم الأرثوذكس، التي تُعرف في أمريكا الشمالية باسم أبرشية أنطاكية، هي أبرشية تابعة لبطريركية أنطاكية وسائر المشرق للروم الأرثوذكس، تعمل في الولايات المتحدة وكندا. كان المسيحيون الأرثوذكس في أمريكا الشمالية تحت رعاية الكنيسة الروسية الأرثوذكسية، لكن تم منحهم سلطة كنسية خاصة داخل بطريركية أنطاكية، في أعقاب الثورة البلشفية. قسمت الصراعات الداخلية المسيحيين الأرثوذكس إلى أبرشيتين، الأولى في نيويورك والثانية في توليدو، حتى عام 1975، عندما استطاع المطران فيليب صليبا توحيدهما في أبرشية واحدة. منحَ المجمع المقدس الأنطاكي حكمًا ذاتيًا للأبرشية في عام 2003، وبحلول عام 2014 نمت الأبرشية بشكل كبير إذ أصبح لديها أكثر من 275 كنيسة.

## التاريخ

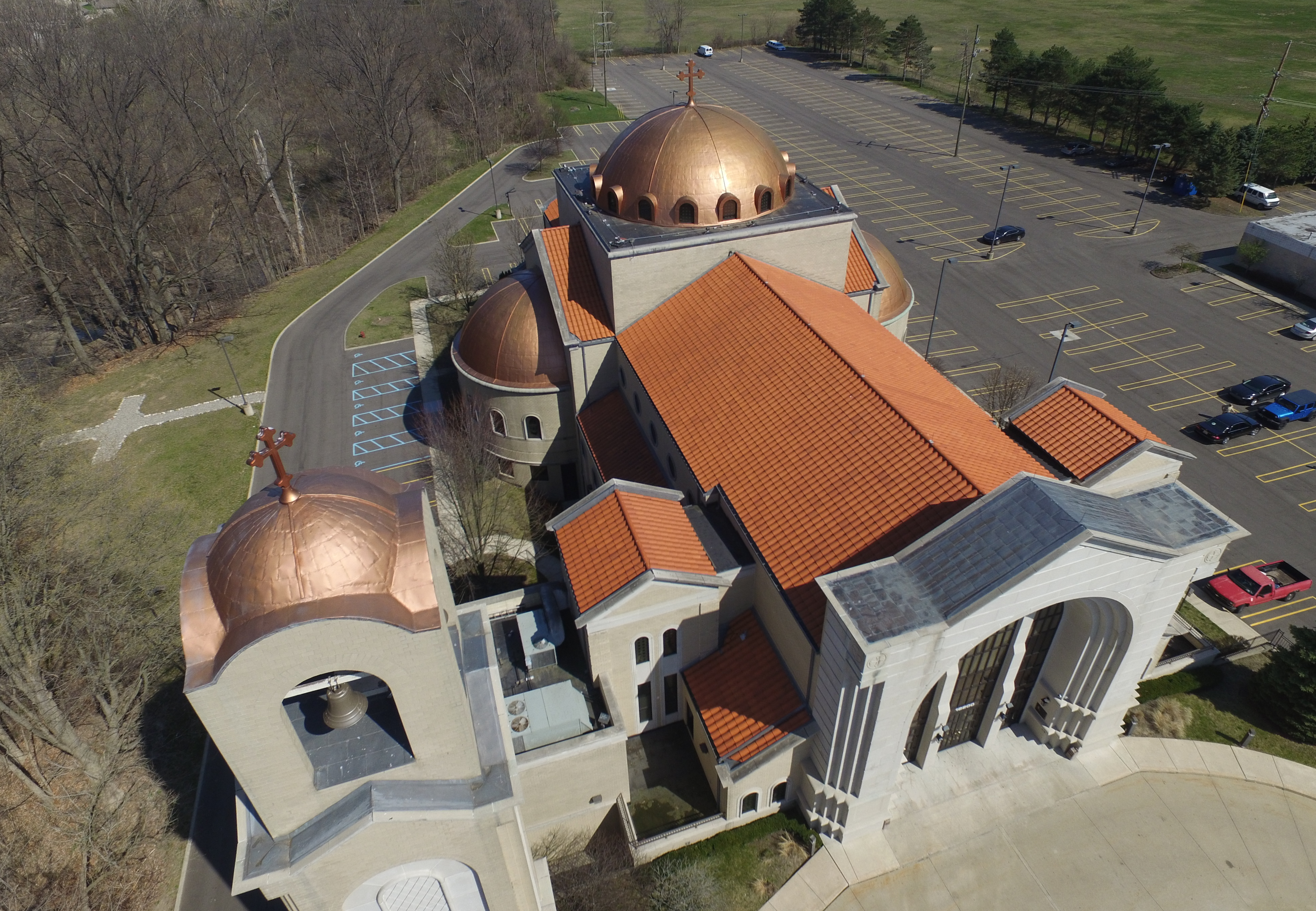
كنيسة القديسة مريم في ليفونيا، ميشيغان

كانت الكنيسة الروسية الأرثوذكسية راعيةً لجميع الأرثوذكس في أمريكا، وقد كرست الكنيسة الأرثوذكسية الروسية في أمريكا عام 1904، القديس رفائيل هواويني، ليخدم المهاجرين السوريين من الروم الأرثوذكس في الولايات المتحدة وكندا، الذين قدموا بشكل رئيسي من ولايات أضنة وحلب وبيروت ودمشق.
بعد أن أدت الثورة البلشفية إلى حالة من الفوضى في الكنيسة الأرثوذكسية الروسية ورعاياها في الخارج، اختار المسيحيون الأرثوذكس السوريون في أمريكا الشمالية، الذين تأثروا في نفس الوقت بموت أسقفهم المحبوب، القديس رفائيل، أن يخضعوا للرعاية المباشرة من بطريركية أنطاكية، في دمشق. لكن بسبب الصراعات الداخلية، انقسم المسيحيون الأرثوذكس في أمريكا الشمالية بين أبرشيتين، نيويورك وتوليدو .
في عام 1975 تم توحيد الأبرشيتين في أبرشية واحدة مقرها في إنغلوود في نيوجيرسي. ومنذ ذلك الحين شهدت نموًا ملحوظًا من خلال التبشير المستمر وهجرة العرب المسيحيين الأرثوذكس من الشرق الأوسط. زعيمها من عام 1966 حتى عام 2014 كان المطران فيليب صليبا. ساعدت مجموعة من الأساقفة، المطران فيليب في رعاية المطرانيات التسعة للأبرشية المتنامية، التي أصبحت ثالث أكبر أبرشية مسيحية أرثوذكسية في أمريكا الشمالية، إذ بلغ عدد رعاياها 74،600، منهم 27،300 من الحضور المنتظمين. اعتبارًا من عام 2011، كان لديها 249 كنيسة ومجمّعان رهبانيان في الولايات المتحدة.
في 9 أكتوبر 2003، وافق المجمع المقدس لبطريركية أنطاكية للروم الأرثوذكس على طلب الأبرشية في الحصول على وضع الحكم الذاتي للسماح لها بتنظيم وإدارة نفسها بشكل أفضل، والتقدم أكثر على طريق الوحدة الإدارية للكنيسة الأرثوذكسية في الأمريكتين. الأبرشية هي أيضًا عضو مشارك في جمعية الأساقفة الكنسيين الأرثوذكس في أمريكا، ولكن بسبب تعطل الاتصال بين بطريركيات أنطاكية، القسطنطينية، والقدس، لم يعد المطران جوزيف يحضر اجتماعات الجمعية.
توفي المطران فيليب صليبا في عام 2014، وخلفه المطران جوزيف زحلاوي.

## التبشير
إن المهمة الحالية للأبرشية في أمريكا الشمالية هي «جلب الأرثوذكسية إلى أمريكا» ولديها قسم نشط للغاية في الإرسالية والتبشير برئاسة الأب بيتر جيلكويست، الذي قاد التحول الجماعي لرعايا الكنيسة الأرثوذكسية الإنجيلية إلى الأرثوذكسية الشرقية. تقاعد جيلكويست في ديسمبر 2011 وتوفي في يوليو 2012. تم تعيين الأب مايكل كيزر خلفا له كرئيس للقسم.
تضم الأبرشية أيضًا قسمًا إعلاميًا خاصًا، وقسم إذاعة يُعرف بـ راديو الإيمان القديم، ومحطة إذاعية على الإنترنت تنشر موضوعات حول المسيحية الأرثوذكسية، تتضمن أكثر من 100 بودكاست.
نتيجة لأعمالها التبشيرية، شهدت أبرشية أنطاكية نموًا كبيرًا بين منتصف الستينيات و 2012. لم يكن لدى الأبرشية سوى 65 كنيسة في الولايات المتحدة في منتصف الستينيات، وبحلول عام 2011 ارتفع هذا العدد إلى 249.

### العلاقات مع الهيئات المسيحية الأخرى
كانت الأبرشية في السابق عضوًا في المجلس الوطني للكنائس في الولايات المتحدة، لكن مجمع الأبرشية صوّت بالإجماع في 28 يوليو 2005، على الانسحاب الكامل من المجلس، مشيرًا إلى «زيادة التسييس والعلاقة غير المثمرة بشكل عام»، ممّا يجعل الأبرشية هي الوحيدة التي اتخذت مثل هذه الخطوة في الولايات المتحدة.

## روابط خارجية
- الموقع الرسمي للأبرشية
- الموقع الرسمي لبطريركية أنطاكية الأرثوذكسية
- أبرشية أمريكا الشمالية الأنطاكية للروم الأرثوذكس (مقال ويكي أرثوذكسي)